# 運転取扱実施基準
運転取扱実施基準（うんてんとりあつかいじっしきじゅん）は、鉄道に関する技術上の基準を定める省令第3条に基づいて制定される各鉄道事業会社・団体の各実施基準のうち、とくに運転取扱いについて各鉄道事業会社・団体が決定し、所属鉄道従事員の作業の標準として遵守するべき運転取扱基準のことである。

## 実施基準の要件
鉄道に関する技術上の基準を定める省令第3条において、運転取扱実施基準を含む各実施基準は、下記の要件を満たさなければならないこととされている。
- 鉄道事業者は、実施基準を定め、これを遵守しなければならない。
- 建設主体は、実施基準を定め、又は変更しようとするときは、あらかじめ、営業主体に協議しなければならない。
- 実施基準は、国土交通大臣が鉄道に関する技術上の基準を定める省令の実施に関する細目を告示で定めたときは、これに従って定めなければならない。
- 鉄道事業者は、実施基準を定め、又は変更しようとするときは、あらかじめ、当該実施基準又は変更しようとする事項を地方運輸局長（新幹線に係るものにあっては、国土交通大臣。以下この条において同じ。）に届け出なければならない。
- 地方運輸局長は、実施基準がこの省令の規定に適合しないと認めるときは、実施基準を変更すべきことを指示することができる。

かつての日本国有鉄道法、および地方鉄道法や、1987年の国鉄分割民営化の際、これらの法律を統合して制定された鉄道事業法・及び鉄道運転規則では、運転取扱は所轄官庁（運輸省→国土交通省）が決定し、その範囲は細部まで及んでいた。国の規則にそぐわないものについては特別認可を得ない限り採用から排除されていた。
1990年代になると規制緩和が叫ばれるようになり、国の過剰な関与は新技術の発展や効率化を阻害するものとの議論がなされ、2001年より鉄道に関する技術上の基準を定める省令を制定し、国の関与を極力排除した「性能規定」とされた。従来の鉄道事業者には社内規定として民鉄では「運転取扱心得」、旧国鉄および国鉄を継承した事業者の一部では「運転取扱基準規程」と類する規定が定められ、前述の法規の範囲内で各種の規則を組み立ててきたが、これらは各鉄道事業会社が自主的に制定する「実施基準」とされた。
具体的には、実施基準は地方運輸局長への届出義務が発生する（許認可等は必要ない）。そうはいっても上記の通り、鉄道に関する技術上の基準を定める省令の実施に関する細目を告示で定めたときは、これに従って定めなければならないこと、実施基準がこの省令の規定に適合しないと認めるときは、実施基準を変更すべきことを地方運輸局長が指示することが出来るなど、ある程度の行政の関与は残されているといえる。

## 運転取扱実施基準の名称
各鉄道事業会社・団体が決定する届出実施基準には、下記のような名称がある。
- 運転取扱実施基準 - JR東日本・JR九州・JR貨物・東京都・仙台市・横浜市・福岡市・東京地下鉄・西武鉄道・京浜急行電鉄・芝山鉄道・土佐くろしお鉄道等
- 運転取扱実施基準規程 - JR東海・JR西日本等
- 運転取扱心得 - 名古屋鉄道等

だが、所属鉄道従事員の作業の標準として遵守するべき運転取扱の基準であることにはかわりがない。
運転関係の職員は必ず支給され、新設備の導入、廃止や当該事業者路線での工事等による変化などに応じ、改訂が続けられる。冒頭に安全綱領が付記されているものも多い。